# Te Conecta
"Te Conecta" é uma canção da cantora brasileira de rock Pitty, lançado como single promocional do seu quinto álbum de estúdio Matriz, lançado oficialmente em 10 de setembro de 2018.
A faixa recebeu a certificação de “single de ouro” por acumular mais de 8 milhões de streams, o que equivale a uma média de 40 mil cópias vendidas..

## Precedentes
Lançada como single promocional de divulgação da "Tour Matriz", iniciada em 2018, no Festival João Rock, em 10 de setembro de 2018, acompanhado do videoclipe. A canção traz uma sonoridade diferente, com influências de vários gêneros, como o dub. A letra foi escrita por Pitty durante uma reflexão pessoal e fala sobre buscar um lugar de conexão consigo mesma. Foi a primeira canção que aconteceu, a qual Pitty não sabia que entraria no álbum, mas depois ela percebeu que esta fazia sentido entrar em "Matriz" porque ajudava a contar a história do álbum. O single atingiu a 4ª posição no iTunes Chart brasileiro, e a 1ª posição no Chart da Bolívia. O alcance se deu por mais de uma semana. O clipe marca mais de 1 milhão de visualizações no YouTube. A videoclipe teve direção de Cisco Vasques e produção de Otavio Augusto, Iara Medeiros e Joanna Jourdan.

## Videoclipe
Lançado no dia 10 de setembro de 2018, com direção e fotografia de Cisco Vasques. Em ambiente retrô e descontraído, com imagens feitas com clima intimista e de celebração. Além da banda, o registro conta com as participações especiais de Emmily Barreto (Far From Alaska) e Tássia Reis, que já haviam participado de Contramão, e ainda Claudinha Rosa (Mãe Claudia), Carolina Borrego (Mãe Carol), Alexandra Gurgel (Canal Alexandrismos), Preta-Rara, Ju Rangel (coletivo Toda Grandona), ChiRu Chama, Aline Leony, Teteti e Pagu Senna., que já tinha trabalhado com a banda nos videoclipes "Déjà Vu" e "Memórias". A gravação durou apenas uma noite e uma madrugada e foi produzido numa casa, sobre as filmagens Pitty diz: "Tive a sensação de ter participado de um sonho felliniano".

## Desempenho nas tabelas musicais

### Paradas semanais
| Chart (2018)              | Maior posição |
| ------------------------- | ------------- |
| Bolívia (Bolivia Hot 100) | 1             |
| Brasil (Streaming Top 50) | 4             |

## Certificações
| País   | Associação          | Certificação | Vendas  |
| ------ | ------------------- | ------------ | ------- |
| Brasil | (Pro-Música Brasil) | Ouro         | 40.000+ |

## Créditos
- Pitty  - Voz
- Martin  - Guitarra
- Gui Almeida  - Baixo
- Paulo Kishimoto  - Hammond, Rhodes, Synth e Percussão
- Duda Machado  - Bateria
- Rafael “Mimi” Almeida  - Guitarra
- Daniel Weksler  - Programação
- Rafael Ramos  - Programação
- Marlon Sette  - Trombone
- Zé Carlos Bigorna  - Sax
- Diogo Gomes  - Trompete
- Produzido por Rafael Ramos
- Gravado nos Estúdios Madeira, Vista e Tambor.
- Engenheiros de Gravação: Duda Machado, Fabio Roberto, Jorge Guerreiro e Matheus Gomes
- Mixado por Vitor Farias no Estúdio Tambor
- Masterizado por Chris Gehringer no Sterling Sound

#### Ficha técnica (videoclipe)
- Direção e Fotografia - Cisco Vasques
- Assistente de Fotografia - Gersom Silva
- Segundo Assistente - Javier Dernelles
- Cenotecnico - Chiru
- Produção - Otavio Augusto, Iara Medeiros e Joanna Jourdan
- Montagem e Cor - L'Ccreme
- Maquiagem - Natalia Sexto / Assistente:Talita Lima
- Figurinos - Casa Juise
- Locação - Casa Amarela, São Paulo
- Colaboração criativa - Everton Oliveira
- Quadros - Rodrigo Pecci